# Tropehjelm
En tropehjelm (en: pith helmet eller safari helmet) er en letvægtshjelm lavet af indisk kork. Hjelmens udformning har sin oprindelse i en spansk tilpasning af den philippinske salakot, men er mest forbundet med det Britiske Imperium, hvorfor hjelmen ofte associeres med undertrykkelse, især i tidligere britiske kolonier. Også i danske kolonier som Dansk Vestindien har hjelmen været almindeligt anvendt. Selv om kolonitiden essentielt er ovre, skabte præsidentfrue Melania Trump stadig international debat og vrede, da hun i 2018 bar tropehjelm under et besøg i Kenya. Også daværende udviklingsminister Søren Pind blev i 2011 kritiseret for at lade sig fotografere iført tropehjelm under et besøg i Sydsudan.

## Udformning
Hjelmen er skabt til at beskytte bærerens hoved og ansigt fra den bagende, tropiske sol, der gentagne gange i historien har haft generende eller invaliderende effekt på militære styrker eller tropiske opdagelsesrejsende. Den findes i mange forskellige udformninger og kan være lavet et et letvægtsmateriale, typisk kork eller indisk kork (sidstnævnte, der på engelsk hedder shola pith har givet hjelmen sit engelske navn), dækket af stof. Til militær brug har hjelmen også været fremstillet med en kerne af metal.

## Anvendelse
Trods de negative associationer med kolonitiden anvendes hjelmen fortsat mange steder verden over.

### Nederlandene
I Nederlandene er en mørkeblå tropehjelm en del af paradeuniformen for Garderegiment Fuseliers Prinses Irene og de nederlandske marinesoldater.

### USA
Flere grene af USA's væbnede styrker har anvendt en version af tropehjelmen. Særligt har skydeinstruktører og finskytter brugt hjelmen som identificerende beklædningsgenstand.
Postbude kan bære en hvid eller lyseblå version af tropehjelmen, fremstillet af plastik, som en del af deres uniform.

### Vietnam
I Vietnam bruger flere grene af militæret versioner af tropehjelme som en del af uniformen. Farven på uniformen, herunder hjelmen, er med til at angive tilhørsforhold til de forskellige styrker.

### Kenya
Kenya opnåede selvstændighed fra britisk styre i 1963. Året efter indførte præsident Jomo Kenyatta tropehjelmen som officiel hovedbeklædning for visse embedsfolk.

### Commonwealth
Flere steder i Commonwealth anvendes tropehjelme som en del af ceremonielle uniformer.

### Civil anvendelse
Trods historikken har tropehjelme fået et comeback over de seneste år, hvor den ikoniske udformning og den manifeste funktionalitet har gjort hjelmen mere populær til anvendelse i havearbejde, på vandring, safarirejse, eller andre udendørs aktiviteter.

## I kulturen
Tropehjelmen er især i film blevet associeret med 1800-tallet og 1900-tallets vesterlandske opdagelsesrejsende, storvildtjægere, arkæologer, palæontologer, botanikere og kolonister. På grund af de negative historiske associationer blev tropehjelmen ofte et symbol på skurken i historien, på samme måde som en sort hat i westernfilm.